# Kif (droga)

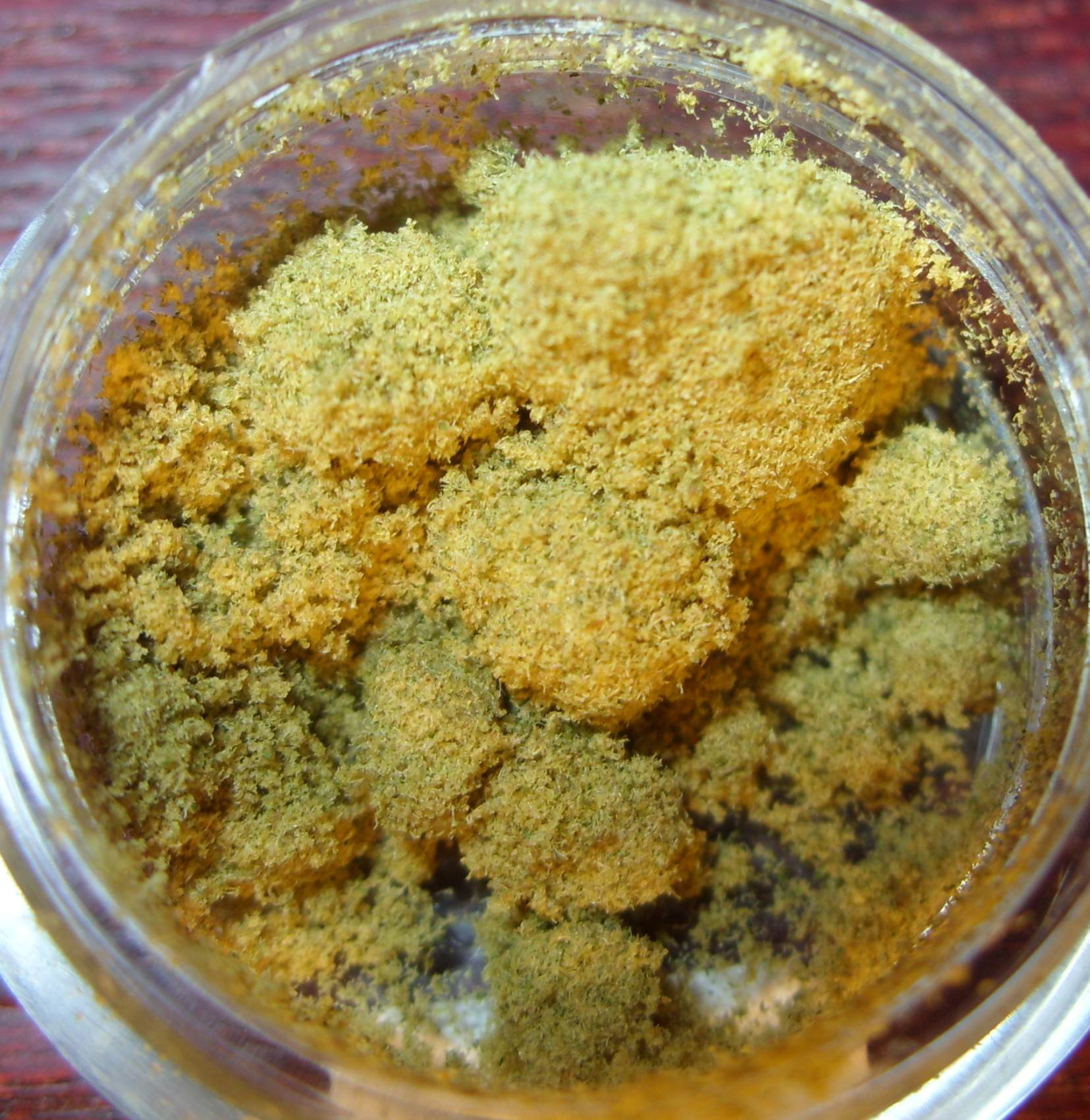
Approssimativamente un grammo di kīf

Il kīef - keːf, ki(ː)f; in arabo ﻛﻴﻒ‎? - è una droga leggera a base di hashish.

## Descrizione
Il Kif viene ottenuto tramite una setacciatura più grossolana rispetto all'hashish, tale da permettere il passaggio, oltre che dei tricomi e del conseguente THC (Delta-9-tetraidrocannabinolo), anche di residui vegetali come particelle di foglie e fiori della cannabis.

Viene prodotto in particolare in Marocco, ma anche in Sudafrica, Australia, Germania, Paesi Bassi, Norvegia e Danimarca, dove è consumato in particolare dalle popolazioni dell'area di Tangeri e del Rif in momenti come la fine della giornata di digiuno (ṣawm) del mese lunare di Ramaḍān, quando l'organismo è indebolito dalla mancata assunzione di cibo o bevande.

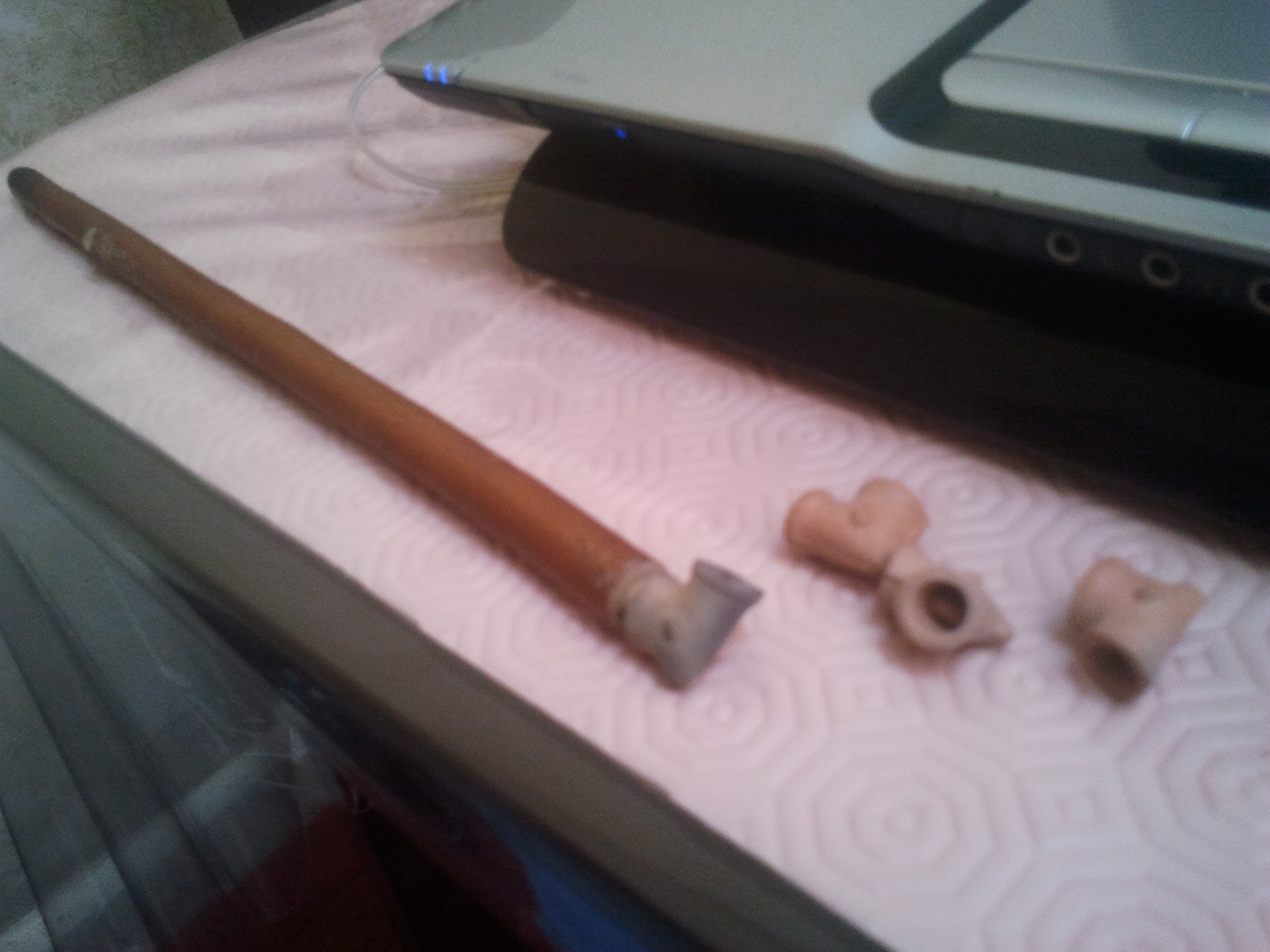
Il Sebsi, una pipa con fornello assai piccolo che permette di vaporizzare mini-porzioni (25 mg) di kīf "puro" (senza tabacco).

Il contenuto di THC oscilla vertiginosamente tra il 7 e il 28%.

## Galleria d'immagini

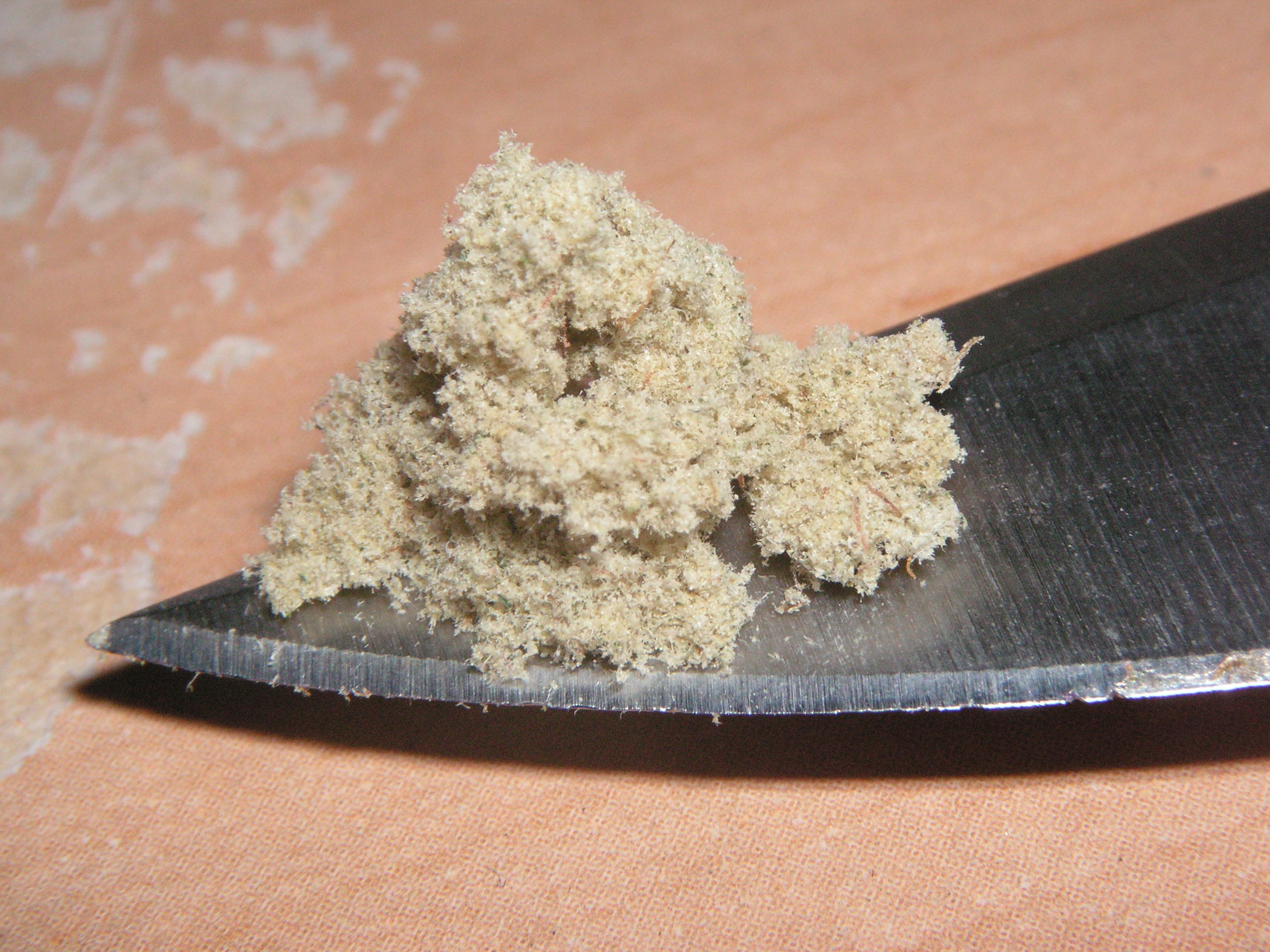
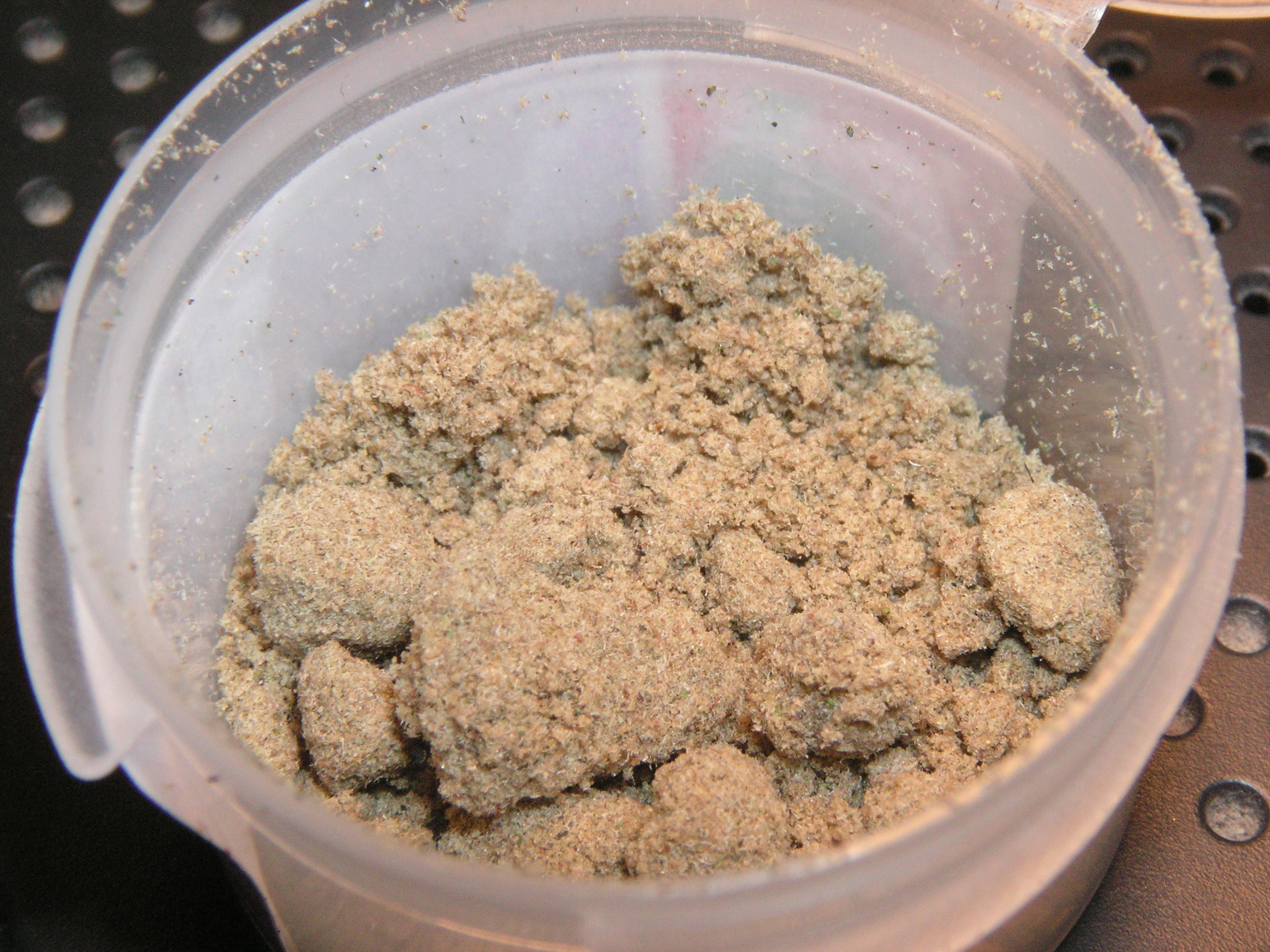
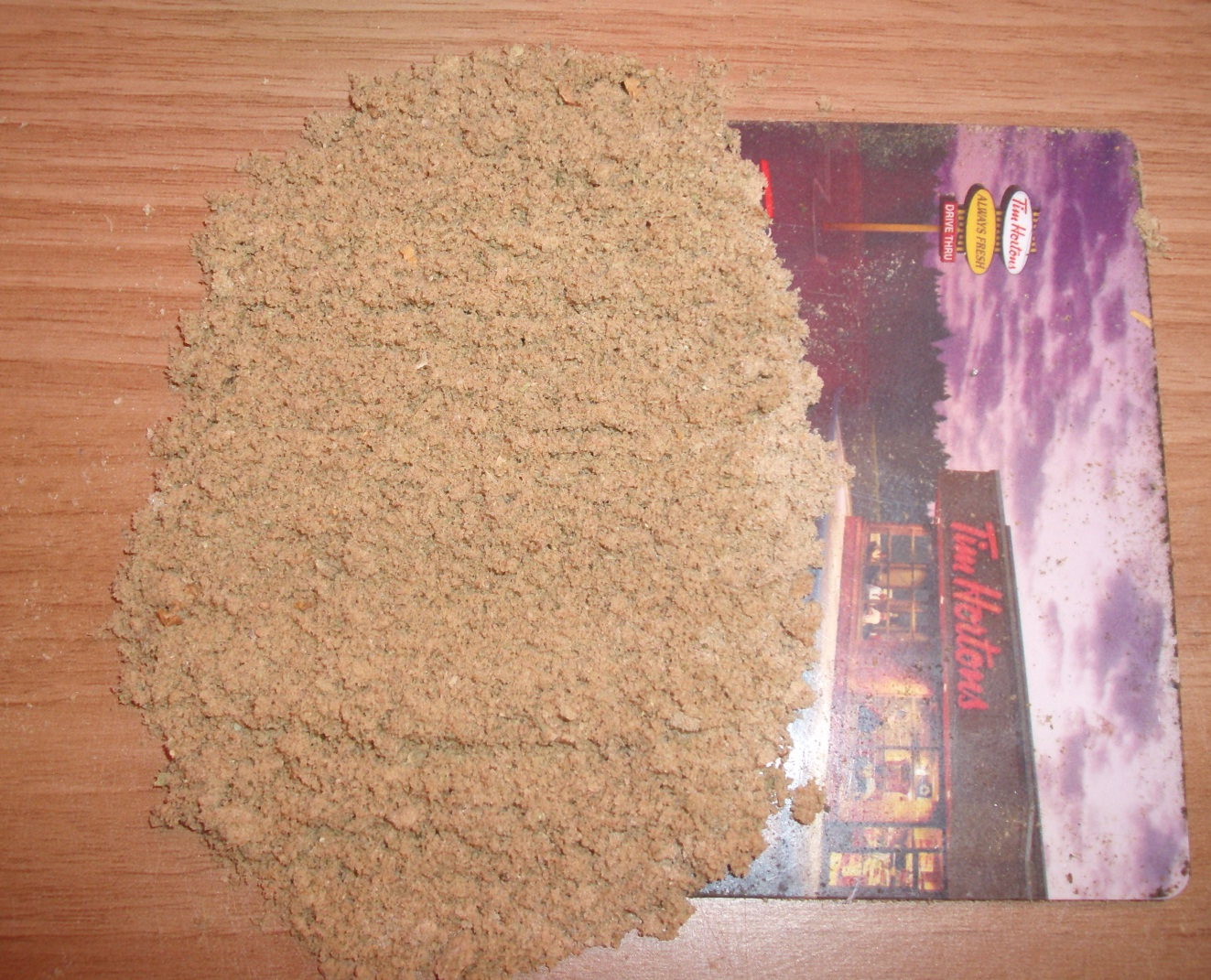